# See You Tour
See You Tour - п'ятий концертний тур британської групи Depeche Mode.

## Треклист
1. Shout!
2. I Sometimes Wish I Was Dead
3. Boys Say Go!
4. Puppets
5. See You
6. Big Muff
7. Now, This Is Fun
8. New Life
9. Tora! Tora! Tora!
10. The Meaning of Love
11. Just Can't Get Enough
12. What's Your Name
13. Photographic
14. Dreaming of Me
15. I Like It
16. Television Set

## Концерти
| №  | Дата       | Місце проведення                           |
| -- | ---------- | ------------------------------------------ |
| 1  | 10 лютого  | Лондон, Англія                             |
| 2  | 12 лютого  | Кардіфф, Уельс                             |
| 3  | 13 лютого  | Лондон, Англія                             |
| 4  | 14 лютого  | Портсмут, Англія                           |
| 5  | 15 лютого  | Бат, Англія                                |
| 6  | 16 лютого  | Ексетер, Англія                            |
| 7  | 18 лютого  | Хенлі, Англія                              |
| 8  | 19 лютого  | Лідс, Англія                               |
| 9  | 20 лютого  | Ньюкасл-апон-Тайн                          |
| 10 | 21 лютого  | Глазго, Шотландія                          |
| 11 | 22 лютого  | Кінгстон-апон-Галл, Англія                 |
| 12 | 23 лютого  | Норвіч, Англія                             |
| 13 | 25 лютого  | Кентербері, Англія                         |
| 14 | 26 лютого  | Оксфорд, Англія                            |
| 15 | 27 лютого  | Лондон, Англія                             |
| 16 | 28 лютого  | Лондон, Англія                             |
| 17 | 4 березня  | Мадрид, Іспанія                            |
| 18 | 5 березня  | Мадрид, Іспанія                            |
| 19 | 19 березня | Стокгольм, Швеція                          |
| 20 | 20 березня | Стокгольм, Швеція                          |
| 21 | 24 березня | Гамбург, Німеччина                         |
| 22 | 25 березня | Ганновер, Німеччина                        |
| 23 | 26 березня | Берлін, Німеччина                          |
| 24 | 28 березня | Роттердам, Нідерланди                      |
| 25 | 2 квітня   | Париж, Франція                             |
| 26 | 3 квітня   | Брюссель, Бельгія                          |
| 27 | 10 квітня  | Сент-Гелієр, Джерсі                        |
| 28 | 12 квітня  | Сент-Пітер-Порт, Гернсі                    |
| 29 | 7 травня   | Нью-Йорк, Сполучені Штати Америки          |
| 30 | 8 травня   | Філадельфія, Сполучені Штати Америки       |
| 31 | 9 травня   | Торонто, Канада                            |
| 32 | 10 травня  | Чикаго, Сполучені Штати Америки            |
| 33 | 12 травня  | Ванкувер, Канада                           |
| 34 | 14 травня  | Сан-Франциско, Сполучені Штати Америки     |
| 35 | 15 травня  | Пасадена, Сполучені Штати Америки          |
| 36 | 16 травня  | Західний Голлівуд, Сполучені Штати Америки |